# Гучжэн
Гучжэ́н (кит. трад. 古箏, упр. 古筝, пиньинь gǔzhēng) — традиционный китайский инструмент. Принадлежит к семейству цитры, родственен кото и цисяньцинь. От последнего отличается количеством струн и конструкцией струнодержателя.

## Описание
Современный гучжэн полукруглой формы, с количеством струн 21-25. Традиционно струны изготавливались из шёлка, но современные музыканты предпочитают использовать металлические (Стальные для струн высокого регистра и стальные с медной оплёткой для басовых).
На инструменте играют различными способами, чаще всего левой рукой регулируют натяжение струны, а правой цепляют, производя звук. Некоторые исполнители используют плектры, закреплённые на пальцах правой руки.